# Горец (телесериал)
Го́рец (англ. Highlander: The Series) — фантастический сериал, являющийся альтернативным продолжением фильма «Горец». В сериале в качестве главного героя выступает родственник героя полнометражного фильма Дункан Маклауд из шотландского клана Маклаудов (его играет Эдриан Пол). Поскольку сериал задумывался как продолжение фильма, в российском прокате на ОРТ анонсировался как «Горец 4» (так как к моменту проката сериала были выпущены 3 части фильма).
В рамках хронологии телесериала ко франшизе также относятся четвёртый и пятый фильмы серии.

## История
В пилотном эпизоде рассказывается история главного героя сериала, Бессмертного по имени Дункан Маклауд, живущего со своей подругой Тэссой Ноэль (Александра Вандернот). Они совладельцы антикварной лавки MacLeod & Noël Antiques. Кроме того, в серии обозначается история Ричи Райана (Стэн Кирш), малолетнего вора, решившего поживиться в магазине Дункана и ставшего свидетелем битвы между Дунканом, бессмертным Слэном Куинсом (Ричард Молл) и Коннором Маклаудом, героем одноимённого фильма.
Дункан прожил уже почти 400 лет, но отошёл от участия в Игре и теперь скрывается от других Бессмертных. Коннор приехал к нему с просьбой вернуться. Победив Слэна, Дункан вынужден вновь стать участником Игры.
Основные сюжетные линии вращаются вокруг Дункана, его отношений со смертными и другими Бессмертными. По мере развития сюжета произошли изменения в понятии и развитии характеров и отношений между персонажами. Некоторые из героев стали постоянными участниками сериала, например, Аманда и Митос, а также Джо Доусон, появившийся во втором сезоне.
В заключительном эпизоде пятого сезона («Архангел») погибает герой Стэна Кирша Ричи Райан. А из 13 эпизодов последнего сезона в двух Маклауд не появляется, так как создатели сериала посвятили это время поиску нового героя для дополнительного сериала. В результате был выбран образ Аманды, ставшей главной героиней телесериала «Горец: Ворон».

## Повествование
Каждый эпизод начинается с вводного слова и нарезкой сцен из жизни Дункана, дающих краткий обзор темы сериала. В первых шести сериях первого сезона вводное слова произносит сам Горец:
Я — Дункан Маклауд, родился четыреста лет назад в горах Шотландии. Я один из Бессмертных. Веками мы ждали времени Сбора, когда под ударами мечей падут головы, и польётся животворящая сила. В конце останется только один.
Частичные изменения произошли в серии «Смертоносная медицина»:
Я — Дункан Маклауд, родился четыреста лет назад в горах Шотландии. Я один из Бессмертных. Настало время Сбора, когда под ударами мечей падут головы, и польётся животворящая сила. В конце останется только один.
Со второго сезона вступительное слово перешло к Наблюдателю Джо Доусону и представляло собой краткий рассказ о Горце:
Он бессмертный. Он родился 400 лет назад в горах Шотландии, но бессмертен не только он. Есть и другие… Одни служат добру, другие — злу. Веками он сражается с силами зла. Его единственное убежище — Священная земля. Он умрёт, если лишится головы и потеряет животворную силу. В конце останется только один. Он — Дункан Маклауд, горец.
Повествование изменилось снова в начале четвёртого сезона и стало окончательным вариантом вступительного слова (рассказ Джо):
Он — Дункан Маклауд, горец. Он родился в 1592 в горах Шотландии, но он жив до сих пор. Он бессмертный. Четыреста лет он был воином… любовником… путешественником. Веками он сражается с другими Бессмертными. Победителю достаётся голова врага и его сила. Я — Наблюдатель, член тайного общества мужчин и женщин. Мы следим и ведём хроники, но никогда не вмешиваемся. Мы знаем правду о Бессмертных. В конце останется только один, и пусть это будет Дункан Маклауд, горец.

## В ролях
| Актёр                | Роль                                     |
| -------------------- | ---------------------------------------- |
| Эдриан Пол           | Дункан Маклауд                           |
| Кристофер Ламберт    | Коннор Маклауд (в пилотной серии «Сбор») |
| Питер Уингфилд       | Митос                                    |
| Стэн Кирш            | Ричи Райан                               |
| Александра Вандернот | Тэсса Ноэль                              |
| Филлип Эйкин         | Чарли ДеСальво                           |
| Лиза Ховард          | Энн Линдси                               |
| Элизабет Грейсен     | Аманда                                   |
| Джим Бёрнс           | Джо Доусон                               |

## Производство

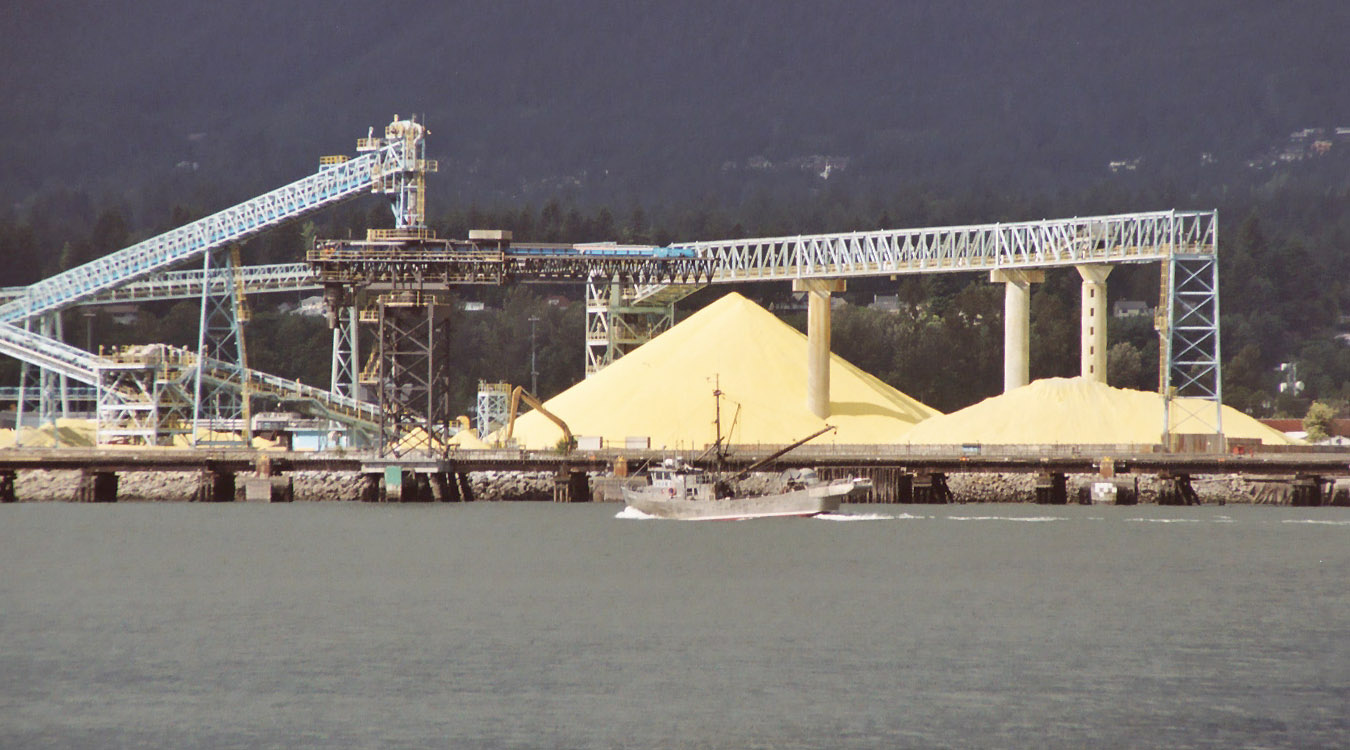
Бой на мечах в серии «Band of Brothers» был снят в гавани Ванкувеpa, Канада

Изначально телесериал должен был полностью сниматься в Европе. Кристофер Ламберт, исполнивший главную роль в первых четырех фильмах о Горце, уже имел опыт работы с французской кинокомпанией Gaumont и был знаком с её президентом Кристианом Чарретом. Создатели «Горца» Питер Дэвис и Билл Пэнзер объединили усилия с Чарретом, Gaumont выкупил права на производство сериала. Таким образом, «Горец» становился одним из первых международных проектов Gaumont, кроме того, одним из спонсоров сериала стал банк дю Нор.
В результате своего «международного» статуса производство каждого сезона было разделено на две части: первую снимали в Ванкувере в Британской Колумбии, Канада (в телесериале получившей статус вымышленного города Seacouver в штате Вашингтон, США), вторую — во Франции в Париже и в Бри-сюр-Марн.

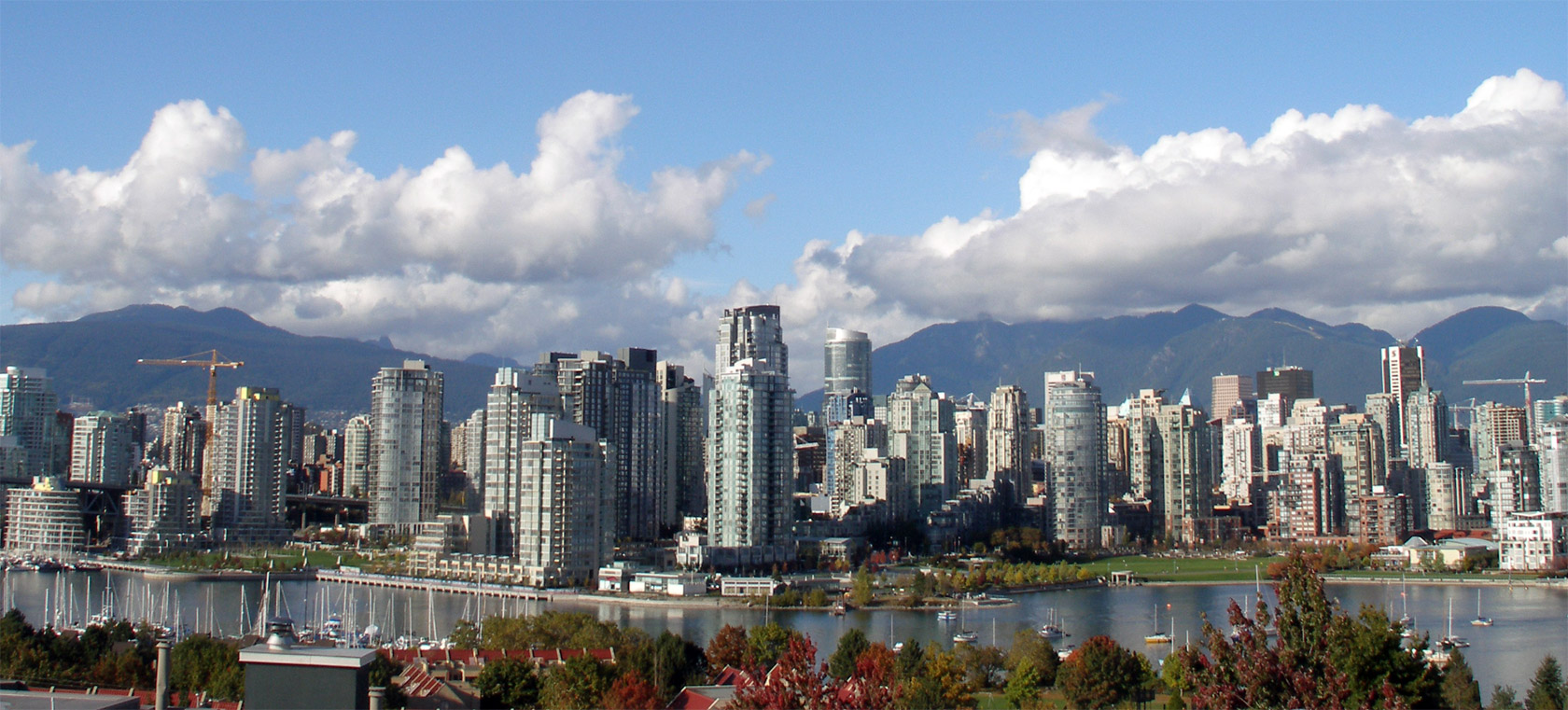
Ванкувер

### Места съемок
Хотя Бессмертные рассеяны по миру, местом действия телесериала, в основном, является Ванкувер и Париж. Однако, ретроспектива (воспоминания героев о событиях прошлого) заставляла съёмочную группу проводить съёмки во множестве мест. Место действия в промежутке между 2 и 5 сезонами перемещалось от Сиэтла/Ванкувера до Парижа. Таким образом, Горец стал вторым после телесериала «Квентин Дорвард» (1971)  международным сериалом о шотландце во Франции. В Париже Дункан жил на барже, пришвартованной на реке Сена (приблизительно в координатах 48°50′12″ с. ш. 2°22′30″ в. д.), в то время как в вымышленном городе Seacouver он переезжает из антикварного магазина в квартиру над школой боевых искусств.

## Общий сюжет
Практически в каждой серии Дункан Маклауд встречается с другими бессмертными, как правило это заканчивается гибелью последних. Дункан какое-то время пытался избегать схваток и жить как обычный человек, но это не удалось. Постоянными спутниками Дункана являются его возлюбленная художница Тэсса Ноэль и магазинный воришка Риччи. Позднее к нему присоединяются таинственные наблюдатели Джо Доусон и старейший из бессмертных Митос.